# Roberto Cavalli
Roberto Cavalli (Florencia, 15 de noviembre de 1940-Florencia, 12 de abril de 2024) fue un diseñador de moda italiano.

## Biografía
Cavalli nació en Florencia, Italia, en una familia aristocrática. Su abuelo, Giuseppe Rossi, fue un prolífico miembro del movimiento pictórico Macchiaioli, cuyo trabajo se exhibe en la Galería Uffizi. Cavalli decidió ingresar al instituto de arte local, concentrándose en el estampado textil. Mientras era aún un estudiante, creó una serie de diseños florales que llamaron la atención de importantes calceterías italianas.
A comienzos de los años 1970, Cavalli inventó y patentó un revolucionario método para estampar cuero y comenzó a crear parches de diferentes materiales. Estas técnicas las presentó por primera vez en París, recibiendo inmediatamente encargos de Hermès y Pierre Cardin.
Cuando tenía treinta años, presentó su primera colección en el Salón del Prêt-à-porter de París para luego exhibirla en la Sala Blanca del Palacio Pitti de Florencia. En 1972, inauguró su primera boutique en Saint-Tropez, Francia.
En 1964 Cavalli se casó con Silvanella Giannoni, con quien tuvo dos hijos, Tommaso y Cristiana, pero se divorciaron a los diez años. En 1980 se casó con la exmodelo austriaca Eva Düringer, Miss Austria con 17 años y finalista de Miss Universo 1977, certamen donde se conocieron al formar Cavalli parte del jurado, y que fue también su socia comercial durante largo tiempo. Con ella tuvo otros tres hijos, Robert, Sarah y Daniele.
En Milán, en 1994, Cavalli presentó los primeros pantalones vaqueros gastados con arena. En diciembre del mismo año, abrió tiendas en San Bartolomé, en Venecia y nuevamente en Saint-Tropez.
Además de la línea principal de moda, la cual se vende en más de cincuenta países, Roberto Cavalli diseñó las líneas RC Menswear y Just Cavalli desde 1998. La primera abarca el mercado masculino y la segunda está dirigida a la mujer joven con indumentaria, accesorios, gafas, relojes, perfumes, lencería y trajes de baño. También existe la línea infantil Angels & Devils Children Collection, la línea Class, dos colecciones de ropa interior, zapatos, gafas, relojes y perfumes.
En 2002, Cavalli inauguró su primera tienda-café en Florencia, decorada con sus distintivos estampados de animales. Poco tiempo después, abrió el café Just Cavalli en la Torre Branca de Milán y luego otra boutique en la Via della Spiga.
En junio de 2008, Cavalli declaró al diario estadounidense Women's Wear Daily que buscaba un socio, generando rumores de una posible venta de su negocio. Más tarde, aclaró que sólo necesitaba a alguien que se encargara de las finanzas de su empresa para él no distraerse del proceso de creación. En América solo cuenta con boutiques en Estados Unidos, México, Canadá y Panamá.
Falleció el 12 de abril de 2024 en Florencia. Desde hacía 15 años convivía con su pareja Sandra Bergman Nilsonn, una explaymate sueca cuarenta años menor que él y con quien tuvo su sexto hijo, Giorgio, a sus ochenta y dos años.

## Críticas
En 2004, la comunidad india criticó duramente a Cavalli por comercializar una línea de lencería —diseñada para la tienda Harrods— que incluía imágenes de las diosas de Asia del Sur. La colección fue finalmente retirada y se pidieron disculpas formales.